# چاک فیلیپس
چاک فیلیپس ( انگلیسی: Charles Alan Philips؛ ۱۵ اکتبر ۱۹۵۲) روزنامه‌نگار تحقیقی و موسیقی و نویسنده موسیقی ارمنی‌تبار اهل ایالات متحده آمریکا بود.

## زندگی‌نامه
وی در ۱۵ اکتبر ۱۹۵۲ در دیترویت به دنیا آمد و بزرگ شد و در ۱۹ سالگی به لس آنجلس نقل مکان نمود. وی در سال ۱۹۸۹با مدرک بی‌ای در رشته روزنامه‌نگاری از دانشگاه ایالتی کالیفرنیا، لانگ بیچ فارغ‌التحصیل گشت. وی همچنین برنده جوایزی همچون جایزه پولیتزر، جایزه جرج پاک، جایزه انجمن ملی روزنامه‌نگاران سیاه‌پوست و جایزه باشگاه مطبوعاتی لس آنجلس شد.